# Betsy Blair
Elizabeth Winifred Boger (Cliffside Park, Nueva Jersey, 11 de diciembre de 1923-Londres, 13 de marzo de 2009), conocida por Betsy Blair, fue una actriz estadounidense.

## Biografía
Nació en una familia estadounidense de clase media. A la edad de ocho años ingresó a una escuela de danza, debutando como bailarina en 1938. En 1941 se casó con el actor y bailarín Gene Kelly, con quien tuvo un hijo, Kerry, y con quien permaneció casada hasta 1957. En 1947 grabó su primera película de cine, The Guilt of Janet Ames (La culpa de Janet Ames). En 1955 obtuvo el papel de Clara Snyder en Marty, ganando el BAFTA como mejor actriz extranjera y una nominación al Oscar.
Debido a su activismo de izquierdas (compartido con sus amigos Orson Welles, Richard Conte, Lena Horne y John Garfield), mal visto por el macartismo imperante en ese momento, decidió trasladarse a Europa, primero a Francia y luego a Italia.
En los años 1950 y 1960 protagonizó Il grido, de Michelangelo Antonioni (que acusó a la actriz de haber pasado «las dos horas más difíciles» de su vida), luego Calle Mayor, de Juan Antonio Bardem, Senilità, de Mauro Bolognini e I Delfini, de Citto Maselli. En 1988 protagonizó Betrayed, de Costa-Gavras.
Se trasladó a Londres, donde murió el 13 de marzo de 2009 de cáncer a los 85 años.

## Filmografía
- The Guilt of Janet Ames (La culpa de Janet Ames) (1947)
- Doble vida (1947)
- Another Part of the Forest  (1948)
- The Snake Pit (Nido de víboras) (1949)
- Mystery Street (La calle del misterio) (1950)
- No Way Out (Un rayo de luz) (1950)
- Kind Lady (1951)
- Marty (1955)
- Rencontre à Paris (1956)
- Calle Mayor (1956)
- The Halliday Brand (Odio contra odio) (1957)
- Il grido (El grito) (1957)
- Lies My Father Told Me (1960)
- I delfini (Juventud corrompida) (1960)
- All Night Long (Noche de pesadilla) (1962)
- Senilità (Senilidad) (1962)
- Mazel Tov ou le mariage (1969)
- A Delicate Balance  (Un delicado equilibrio) (1973)
- Gejaagd door de winst (of het A.B.C. van de moderne samenleving) (1978)
- Flight of the Spruce Goose  (1986)
- Descente aux enfers (Descenso al infierno) (1986)
- Betrayed (El sendero de la traición) (1988)

## Premios y distinciones
Premios Óscar
| Año  | Categoría               | Película | Resultado |
| ---- | ----------------------- | -------- | --------- |
| 1956 | Mejor actriz de reparto | Marty    | Nominada  |

Festival Internacional de Cine de Venecia
| Año  | Categoría        | Película    | Resultado |
| ---- | ---------------- | ----------- | --------- |
| 1956 | Mención especial | Calle Mayor | Ganadora  |

Medallas del CEC
| Año  | Categoría                                    | Película    | Resultado |
| ---- | -------------------------------------------- | ----------- | --------- |
| 1956 | Mejor actriz extranjera en película española | Calle Mayor | Ganadora  |